# Erland Kops
Erland Kops (14 de enero de 1937-17 de febrero de 2017) fue un deportista danés que compitió en bádminton. Estuvo en activo entre finales de los años 1950 y principios de los años 1970, consiguió numerosos torneos internacionales tanto en individuales como en dobles.

## Trayectoria
Erland Kops representó a su país Dinamarca en 44 ocasiones entre 1957 y 1972. Ganó dos medallas en el Campeonato Europeo de Bádminton en los años 1970 y 1972. Se proclamó once veces campeón del All England, siete en individual masculino (1958, 1960, 1961, 1962, 1963, 1965 y 1967) y cuatro en dobles masculino (1958, 1967, 1968 y 1969). Conquistó cinco Campeonatos Nacionales de Dinamarca en la categoría de individual y cuatro en la categoría de dobles; asimismo, obtuvo el Campeonato Nórdico en la categoría de individuales por cinco ocasiones, cinco en la categoría de dobles y dos en la categoría de mixtos.
Fue inducido al Salón Mundial de la Fama del Bádminton en 1997 y fue el primer jugador en haber sido incluido en el Salón de la Fama de la Confederación Europea de Bádminton en 2013.
Por sus logros, Erland Kops fue declarado Caballero por la Reina de Dinamarca, Miembro Honorario de la Federación Danesa del Deporte, Miembro Honorario del Bádminton de Dinamarca, además de haber recibido el trofeo Herbert Scheele de la Federación Mundial de Bádminton. Finalmente, ingreso como Miembro del Salón de la Fama del Deporte en Dinamarca, por haber sido considerado el segundo mejor deportista de Dinamarca del siglo XX. Se retiró del Bádminton en 1972.

## Palmarés internacional
| Campeonato Europeo | Campeonato Europeo        | Campeonato Europeo | Campeonato Europeo |
| Año                | Lugar                     | Medalla            | Prueba             |
| ------------------ | ------------------------- | ------------------ | ------------------ |
| 1970               | Port Talbot (Reino Unido) | Medalla de plata   | Dobles             |
| 1972               | Karlskrona (Suecia)       | Medalla de bronce  | Dobles             |